# Нарративный обзор
Нарративный обзор — литературный обзор, обобщающий ранее опубликованную по рассматриваемой теме информацию, с интерпретацией этой информации и критической оценкой. Часто обозначается просто как литературный обзор. Помимо обособленных статей, обычно встречается в виде вводных разделов к рукописям.
Является одним из трёх основных типов литературных обзоров, наряду с качественным систематическим обзором и количественным метаанализом. Как и систематический обзор, нарративный предоставляет качественный обзор информации, а не количественный, но не преследует своей целью получение ответа на определённый вопрос и может включать в себя исследования на разные темы и с разными методологиями исследований. В отличие от систематического обзора и обзора предметного поля, нарративный обзор не следует определённому протоколу и не имеет предопределённой методологии анализа информации, однако во многом схож с обзором предметного поля. Задачей нарративного обзора является представление современных знаний по определённой теме, то есть обобщение сведений о достижениях в рассматриваемой теме, о спорных вопросах и о существующих пробелах в знаниях по теме.
Нарративные обзоры могут быть представлены в виде обзорных статей, редакционных статей и комментариев. По методу написания могут быть критическими, концептуальными или рассматривающими современное состояние исследований. По направлению могут быть теоретическими, методологическими или историческими.
Недостатком нарративного обзора является то, что он может быть предвзятым со смещением в сторону мнения автора по рассматриваемым вопросам. Также обычно такие обзоры не поддаются воспроизведению (см. кризис воспроизведения). Причиной является отсутствие систематического подхода для изучения рассматриваемых вопросов. В качестве научных доказательств нарративные обзоры не являются особо полезными.

## Классификация

### Формы
Нарративный обзор может быть в виде отдельного вводного раздела к академической публикации или же в форме полноценной самостоятельной работы. Отдельные разделы обычно описывают общую (уже известную) или вводную информацию по теме исследования и могут давать обоснование актуальности проводимого исследования. Такие разделы могут быть представлены под разными именами (в англоязычных публикациях разделы обычно именуются как «Background» или «Introduction»). Подобные разделы обычно дают обоснование проводимому исследованию и указывают на пробелы в имеющейся знаниях. Наиболее распространены нарративные обзоры именно в этой форме.
Бо́льшую академическую ценность представляют нарративные обзоры как самостоятельные работы, поскольку предоставляют обобщение имеющейся информации по теме для всех заинтересованных. Подобные обзоры, будучи качественно составленными, служат материалом, от которого могут отталкиваться другие исследователи, проводящие свои собственные эмпирические исследования. Отдельно можно выделить редакторские статьи, которые обычно публикуются редакторами журналов и тоже могут быть выполнены в виде нарративного обзора, обычно такие обзоры кратко рассматривают ограниченное количество выбранных статей. Комментарии к другим работам тоже могут быть выполнены в виде нарративного обзора, но они обычно отражают частное мнение и формируют диалог с другими авторами академического журнала.

### Направления
По направлениям можно выделить теоретические, методологические и исторические нарративные обзоры. Теоретические нарративные обзоры обобщают проведённые по теме исследования, известную теорию и точки зрения. Другим направлением в нарративных обзорах является изучение дизайна или методологии исследований по данной теме, такие обзоры рассматривают не то, что известно по теме, а то, как изучают информацию по определённой теме. Исторические нарративные обзоры изучают то, как исторически развивались теоретические представления по заданной теме.

### Жанры
Нарративные обзоры могут быть критическими, концептуальными или рассматривать современное состояние исследований. В отличие от систематических обзоров критические обзоры не подвергают рассматриваемую информацию строгому систематическому анализу. Критические обзоры обычно используют современную литературу по рассматриваемой теме и выделяют отдельные точки зрения по ней согласно доступной литературе. Концептуальные нарративные обзоры предоставляют современное понимание темы, выявляют общий консенсус по ней и то, как он был достигнут. Обзоры по современному состоянию исследований рассматривают исторически накопившиеся знания на момент составления обзора по рассматриваемой теме, а особенностью этих обзоров являются дискуссии по согласию или несогласию по тем или иным вопросам с определением новых направлений для исследований.

## Структура
Структура нарративного литературного обзора отличается от классической структуры исследований, у которых обычно есть вводная часть, методология, результаты и обсуждение. У нарративного обзора отсутствует какая-либо предопределённая структура разделов, структурирование же обзора направлено на последовательное плавное изложение рассматриваемой темы читателю. Тем не менее, вводный раздел и раздел обсуждения также могут присутствовать, а включение раздела методологии поиска литературы по аналогии с систематическими обзорами считается хорошей практикой.